# 110

## Родени
- 27 ноември – Антиной, обожествен любимец на император Адриан